# غوستافو سواريز بيرتيرا
غوستافو سواريز بيرتيرا (بالإسبانية: Gustavo Suárez Pertierra )‏ (و. 1949  م) هو سياسي، ومحامي، وموسيقي، ومحامي إسباني، ولد في كودييرو، هو عضوٌ حزب العمال الاشتراكي الإسباني، ترشح في الانتخابات العمومية الإسبانية 1996 ‏.

## مناصب
تولى منصب عضو مجلس النواب الإسباني ‏ (21 مارس 1996–18 يناير 2000)
- نائب  [لغات أخرى]‏
- List of ministers of defence (Spain) [الإنجليزية]‏

.

## التعليم
تعلم في جامعة أوفييدو، وتعلم في جامعة بلد الوليد، وتعلم في جامعة لودفيغ ماكسيميليان في ميونخ
.

## جوائز
حصل على جوائز منها:
- نيشان الفنون والآداب من رتبة قائد (17 يناير 2013)[2]
- جائزة المنافسة العامة  [لغات أخرى]‏ (1946)

## روابط خارجية
- غوستافو سواريز بيرتيرا على موقع IMDb (الإنجليزية)